# تشاو دان
تشاو دان (بالصينية: 赵丹) (و. 1915 – 1980 م) هو سياسي، ومخرج أفلام، وممثل مسرحي، وممثل أفلام من الصين، وجمهورية الصين، كان عضوًا في الحزب الشيوعي الصيني، توفي في بكين، عن عمر يناهز 65 عاماً، بسبب سرطان البنكرياس.

## مناصب
تولى منصب عضو في اللجنة الوطنية لجمهورية الصين الشعبية ‏
- عضو مجلس الشعب الصيني  [لغات أخرى]‏

.

## وصلات خارجية
- تشاو دان على موقع IMDb (الإنجليزية)
- تشاو دان على موقع أول موفي (الإنجليزية)
- تشاو دان على موقع قاعدة بيانات الفيلم (الإنجليزية)
- تشاو دان على موقع كينوبويسك (الروسية)